# Negator (Band)
Negator war eine deutsche Metal-Band aus Hamburg.

## Geschichte
Die Band wurde im Februar 2003 gegründet. Im Februar 2004 veröffentlichte Negator über Remedy Records das Debütalbum Old Black, dem etwa anderthalb Jahre später im November 2005 „Die eisernen Verse“ folgte. Im Mai 2010 erschien das dritte Album Panzer Metal. Es wurde für seine „Durchschlagskraft“ gelobt, sei jedoch weniger emotional als der Vorgänger. Drei Jahre später 2013 veröffentlichte die Band Gates to the Pantheon.
Am 12. März 2021 gab die Band ihre Auflösung bekannt. Als Grund wurde der musikalische Ruhestand des Sängers Nachtgarm angegeben.

## Stil
Negators Musik ist vom traditionellen Black Metal inspiriert, klingt jedoch eher organisch als kalt. Charakteristisch ist das extrem hohe Tempo der Stücke. Die Band ordnet sich selbst dem Black Metal zu, wird aber auch dem Dark Metal zugeordnet. Verglichen wurde ihr Stil vor allem mit dem früher norwegischer und schwedischer Black-Metal-Bands.
Auf Gates to the Pantheon finden sich Einflüsse aus dem Death Metal. So verarbeitet die Band im Lied Epiclesis „griffige Riffs […], die ebenso gut von Behemoth sein könnten“, in Serpents Court „schnelle Passagen, die an das Gitarrenlauf-basierte Songwriting von Dark Funeral mit einer Prise der erbarmungslosen Härte von Endstille denken lassen […] sowie Songs, die bei Fans von Belphegor für Herzrasen sorgen dürften“, und auch das Belphegor-Cover Necrodaemon Terrorsathan als Bonustitel der limitierten Edition weicht kaum von Negators eigenem Material ab. Dennoch erzeugt das Album laut Moritz Grütz von Metal1.info „eine sehr eigene, vor allem aber dichte Atmosphäre“. Dr. O. von Musikreviews.de schrieb, Gates to the Pantheon sei schwedisch beeinflusster, "rabenschwarzer Black Metal ohne Kompromisse". Kritisiert wurde, dass die glatte Produktion wenig Atmosphäre aufkommen lasse. Außerdem sei der „Mix aus rasendem, boshaftem Black Metal und ein wenig Death Metal, der durch ein paar vertrackte Riffs immer wieder durchscheint, […] überhaupt nicht neu und schon gar nicht innovativ“.

## Diskografie
- 2004: Old Black (Magick Records [USA], Remedy Records [Europa])
- 2005: Die eisernen Verse (Remedy Records)
- 2010: Panzer Metal (Remedy Records (Europa))
- 2012: The Great Atrocities (EP, Viva Hate Records)
- 2013: Gates to the Pantheon (Prosthetic Records [USA], Viva Hate Records [Europa])
- 2019: Vnitas Pvritas Existentia (Massacre Records)